# Norcia
Norcia er en by i italienske provins Perugia i Umbrien i Italien. I området drives jagt, især på vildsvin, og områdets pølser, skinke og andet svinekød er så velkendt, at det italienske ord for charcuteriprodukter som pølser og skinke er norcineria, opkaldt efter byen.
I Norcia blev omkring 480 født Benedikt af Nurcia, grundlæggeren af benediktinerordenen, og dermed normgivende for munkevæsenet i den vestlige kirke.